# موتور نه سیلندر خطی

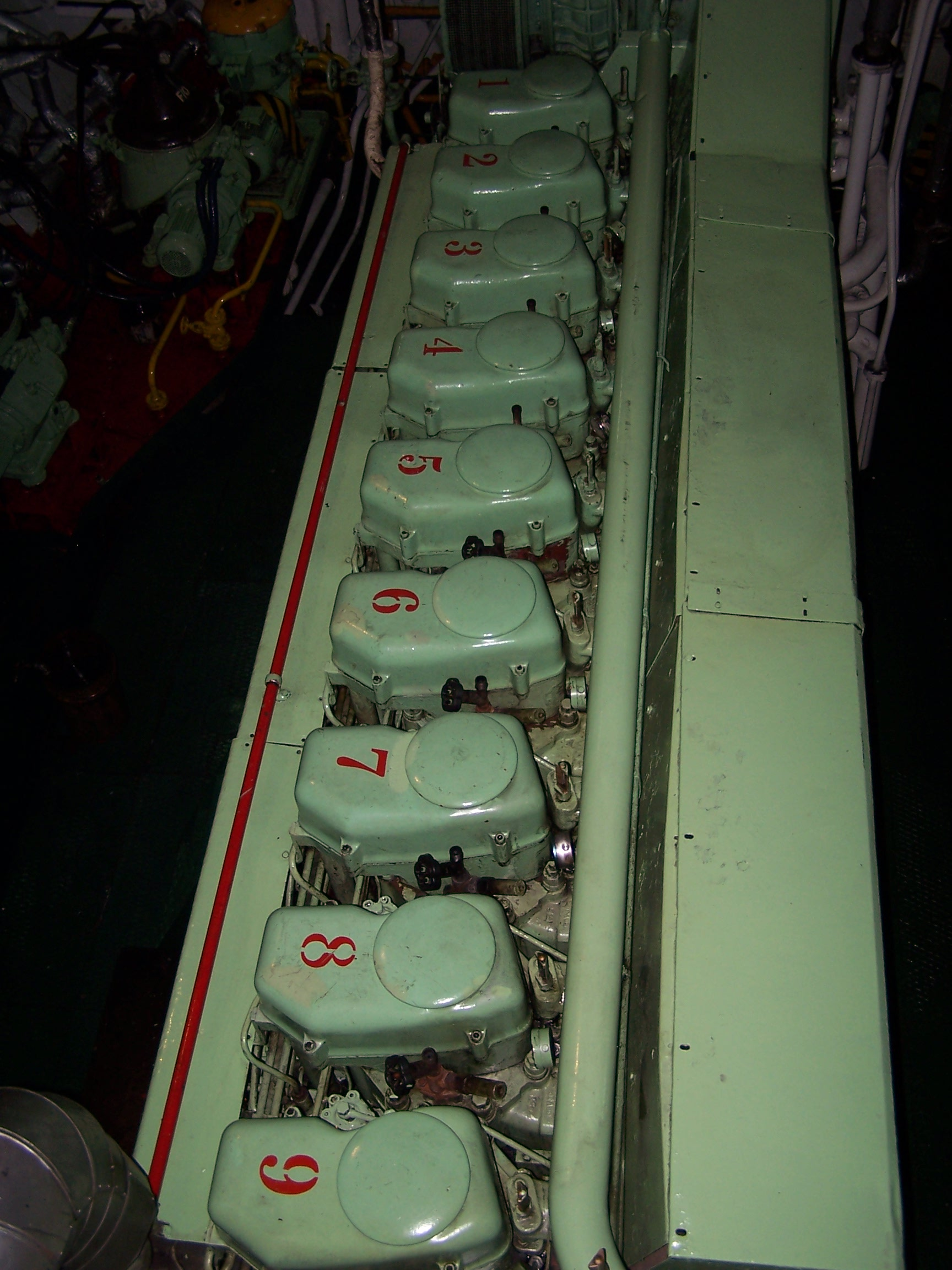
نمایی از چینش و نوع تکنولوژی موتور نه سیلندر خطی در یک کشتی ساخت ۱۹۸۳

موتور نه سیلندر خطی (انگلیسی: Straight-nine engine که به‌طور خلاصه تر ال۹ یا آی۹ هم نامیده می‌شود) یک نوع موتور درون‌سوز است که دارای نه سیلندر (موتور) است که در کنار هم به صورت خطی قرار گرفته‌اند.